# 3-nitrotolueen
3-nitrotolueen of m-nitrotolueen is een organische verbinding met als brutoformule C7H7NO2. De stof komt voor als kleurloze tot gele kristallen met kenmerkende geur, die quasi-onoplosbaar zijn in water. Ze lost wel goed op in aceton, benzeen, ethanol, ether en chloroform.
Het is een van de drie isomeren van nitrotolueen; de andere twee zijn 2-nitrotolueen of o-nitrotolueen en 4-nitrotolueen of p-nitrotolueen.

## Synthese
De aromatische nitrering van tolueen met salpeterzuur in een mengsel met zwavelzuur levert een mengsel op van de drie nitrotolueenisomeren, dat voor ca. 60-65% uit 2- of ortho-nitrotolueen en 30-35% uit 4- of para-nitrotolueen bestaat en slechts voor ca. 5% uit 3- of meta-nitrotolueen:
De isomeren kunnen van elkaar gescheiden worden door kristallisatie, omdat de smeltpunten vrij ver uit elkaar liggen. Een andere scheidingsmogelijkheid is de selectieve adsorptie op een geschikte zeoliet. Risico voor de vorming van 2,4-dinitrotolueen is er onder deze reactieomstandigheden nauwelijks. Daarvoor is rokend zwavelzuur nodig.

## Toepassingen
3-nitrotolueen is een intermediair product voor de synthese van andere verbindingen, voornamelijk m-toluïdine, dat gebruikt wordt voor de productie van onder andere landbouwchemicaliën, kleurstoffen en pigmenten.